# Daniele Hypólito
Daniele Matias Hypólito (Santo André, 8 settembre 1984) è un'ex ginnasta brasiliana.
È ricordata per essere la prima ginnasta Brasiliana ad aver vinto una medaglia ad un campionato del mondo.

## Palmarès

### Mondiali
- 1 medaglia:
  - 1 argento (Gand 2001 nel corpo libero)

### Coppa del mondo
- 1 medaglia:
  - 1 argento (San Paolo 2006 nella trave)

### Giochi panamericani
- 10 medaglie:
  - 3 argenti (Santo Domingo 2003 nella trave; Santo Domingo 2003 nelle parallele asimmetriche; Rio de Janeiro 2007 a squadre)
  - 7 bronzi (Winnipeg 1999 a squadre; Santo Domingo 2003 nell'all-around; Santo Domingo 2003 a squadre; Rio de Janeiro 2007 nella trave; Guadalajara 2011 nella trave; Guadalajara 2011 nel corpo libero; Toronto 2015 a squadre)

### Campionati panamericani
- 15 medaglie:
  - 6 ori (Medellín 1997 a squadre; Medellín 1997 nelle parallele asimmetriche; Medellín 1997 nel corpo libero; Medellín 2012 nella trave; Medellín 2012 nel corpo libero; San Juan 2013 nel corpo libero)
  - 7 argenti (Cancún 2001 a squadre; Rio de Janeiro 2005 a squadre; Rio de Janeiro 2005 nell'all-around; Rio de Janeiro 2005 2005 nelle parallele asimmetriche; Rio de Janeiro 2005 nel corpo libero; Guadalajara 2010 nel volteggio; Mississauga 2014 a squadre)
  - 2 bronzi (Cancún 2001 nel corpo libero; Guadalajara 2010 a squadre)

### Giochi sudamericani
- 8 medaglie:
  - 7 ori (Curitiba 2002 a squadre; Curitiba 2002 nell'all-around; Curitiba 2002 nel volteggio; Curitiba 2002 nella trave; Curitiba 2002 nel corpo libero; Santiago 2014 a squadre; Santiago 2014 nel corpo libero)
  - 1 argento (Curitiba 2002 nelle parallele asimmetriche)

### Campionati sudamericani
- 5 medaglie:
  - 4 ori (Cali 2015 a squadre; Cali 2015 nell'all-around; Cali 2015 nel volteggio; Cali 2015 nella trave)
  - 1 argento (Cali 2015 nel corpo libero)

## Televisione
- 2017 - Exathlon Brasil
- 2019 - Dancing Brasil 5
- 2020 - Made In Japão
- 2021 - Power Couple Brasil 5
- 2025 - Big Brother Brasil 25